# Submarino Hunley
Submarino CSS Hunley ou HL Hunley foi o primeiro submarino em todo o mundo a conseguir afundar com sucesso um navio de guerra inimigo, sendo o pai de todos os submarinos modernos.

## História
O submarino Hunley, batizado com o nome do seu inventor, Horace Lawson Hunley, foi desenvolvido no auge da Guerra Civil Americana (1861–1865), pelos confederados, na cidade de Mobile, no estado do Alabama, sendo transportado por via férrea para a cidade de Charleston. Quando da chegada do Hunley a Charleston, seu porto encontrava-se bloqueado por 2 navios da União, o USS Housatonic e o USS Canandaigua, que se encontravam posicionados ao largo das ilhas Sullivan´s e Morris, para impedir que navios mercantes abastecessem a cidade. Foi neste contexto que o submarino Hunley foi construído, para destruir os navios da União, pondo um fim ao bloqueio naval.
A bordo dos 2 navios da União, já corriam rumores sobre uma "máquina infernal", que tinha sido desenvolvida pelos confederados, mas não se sabia ao certo que máquina era, apenas sabiam que podia deslizar silenciosamente pela água e aproximar-se de um navio sem ser notado, e afundá-lo. Como tal, o capitão do Housatonic dera ordens para que a área em redor do navio fosse constantemente vigiada, as caldeiras mantivessem a todo o tempo uma pressão de 220 psi, e os motores preparados para arrancar a qualquer momento, para se desviarem do que quer que fosse que os confederados lançassem sobre eles.
E era mesmo isso que os confederados tinham em mente, mas antes o Hunley fora submetido a rigorosos testes.
Com 12 metros de comprimento, um peso avaliado em 7.5 toneladas, movido à força de braços, por meio de uma manivela accionada por 7 homens ligada a uma engrenagem dupla, ligada a uma hélice de ferro forjado, uma velocidade à superfície na ordem dos 13 nós, e submerso de cerca de 4 nós, o Hunley mostrou ser um submarino muito capaz, mas ao mesmo tempo muito perigoso também. Antes sequer de o Hunley largar para o mar para atacar o USS Housatonic, o Hunley afundou-se por 2 vezes, afogando o seu próprio inventor, mais 12 vítimas.   
Com isto, os confederados perderam parte do interesse no Hunley. Um oficial declarou mesmo "Ele é mais perigoso para nós que para eles".
Foi então que se deu uma reviravolta.

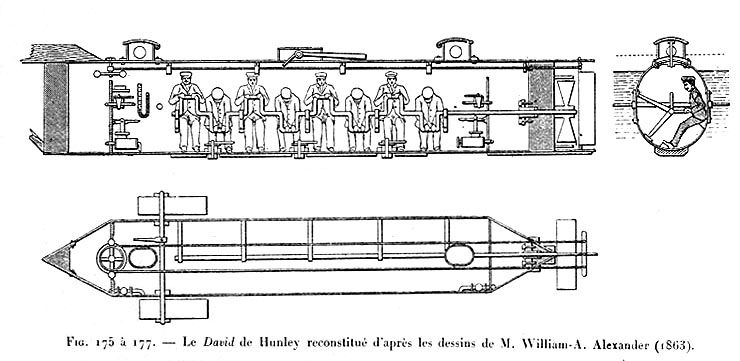
Ilustração do CSS Hunley publicado na França, baseado em desenhos de seu construtor William A. Alexander.

O tenente George L. Dixon, e 7 marinheiros, demonstraram interesse em usar o Hunley, mesmo sabendo a sua má fama. O tenente Dixon fez uma série de inspecções ao Hunley, nas quais identificou o que presumivelmente falhou aquando dos 2 afundamentos anteriores, e ordenou uma série de pequenas reparações, nomeadamente ao sistema dos lemes de profundidade, mandou a instalação de uma hélice mais resistente e que movimentasse mais água, e uma série de melhorias nos tanques de lastro.
Com isto, o submarino Hunley começou a ser testado por Dixon e a sua tripulação. Dixon leva o submarino ao limite, testando-o exaustivamente, calculando em "X" tempo, que distância o submarino percorria, quanto tempo podiam permanecer submersos até que os niveis de oxigénio obrigassem a regressar à superfície e renovar o ar. Dixon calculou que podiam permanecer submersos à volta de 30 minutos, até terem de subir à superfície e renovar o ar. No final desses testes, Dixon sente-se confiante no Hunley, e está disposto a mostrar ao Almirantado que o submarino Hunley, em mãos sabedoras e experientes, pode ser uma arma mortífera e extremamente eficaz.
Assim, Dixon começa as negociações com o Almirantado, com vista a receber a permissão para atacar o navio do bloqueio, o USS Housatonic, que ocupava uma boa posição para atacar, e caso fosse afundado, daria tempo para que alguns navios de mercadorias passassem pela "entrada desprotegida" providenciada pelo Hunley, ao afundar o Housatonic. 

## O ataque

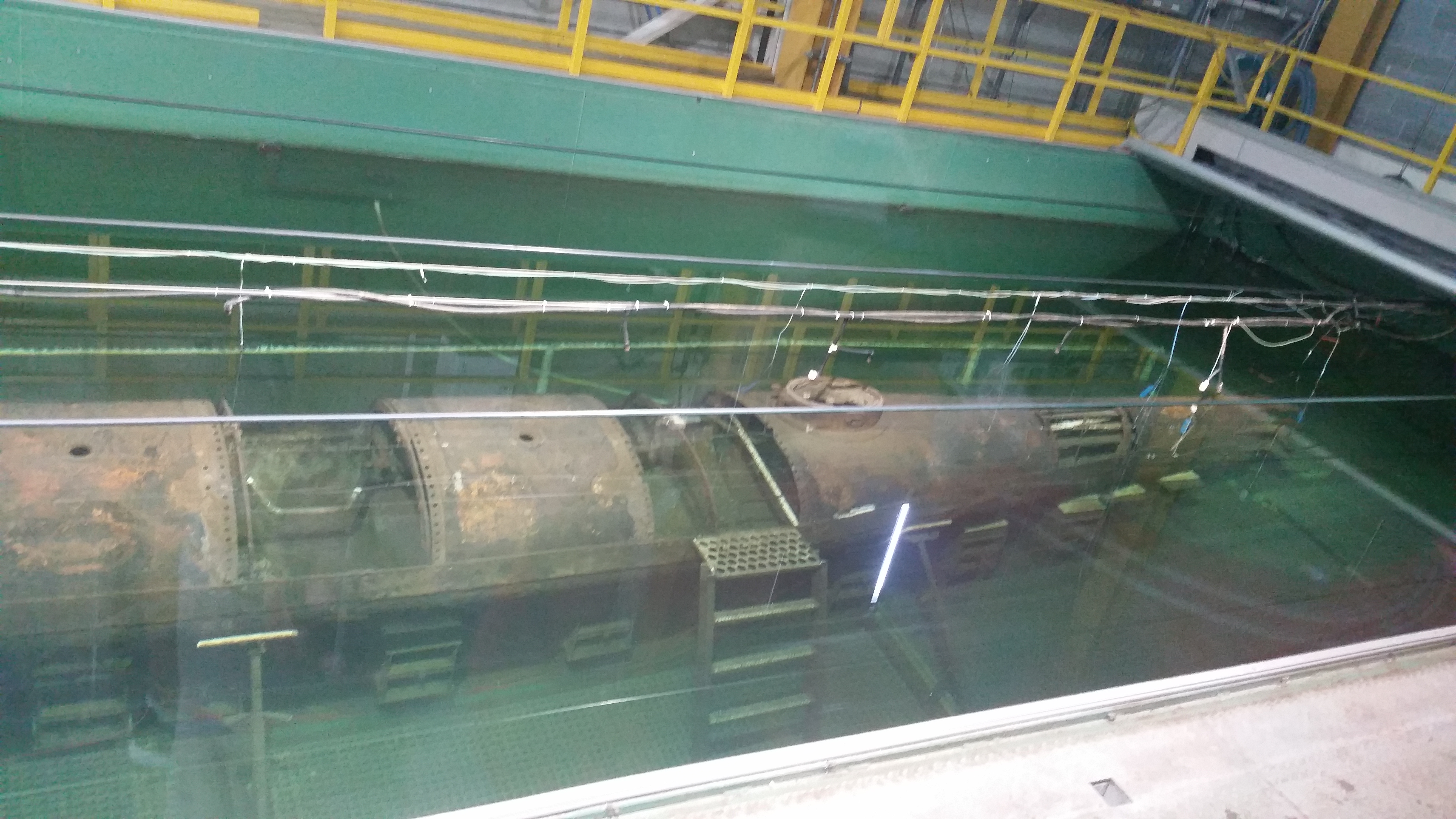
O HL Hunley em banho de hidróxido de sódio, julho de 2017.

Em pouco tempo, Dixon recebe a autorização para atacar, mas é ordenado que ataque à noite, por volta das 21h20, que era quando estaria mais escuro. Nuvens escuras aproximam-se de Charleston, elevando a moral de Dixon e a sua tripulação, pois assim a luz do luar não iria refletir no casco de ferro do Hunley, sendo assim muito difícil a sua detecção antecipada pelos tripulantes.
Noite de dia 17 de Fevereiro de 1864, às 20h45, Dixon e a sua tripulação entram a bordo do Pequeno submarino Hunley, e começam a sua jornada, a caminho da posição ocupada pelo Housatonic. Segundo o plano de ataque que Dixon entregou ao Almirantado, ele pretendia submergir o Hunley quando estivessem a 1,2 Km de distancia do Housatonic. Seu armamento consistia de um torpedo. Na terminologia do conflito, torpedo designava um explosivo instalado na ponta de um arpão, que era direcionado e preso ao casco da embarcação inimiga, e depois detonado por espoleta.

### Testemunho
Segundo um tripulante, que sobreviveu ao afundamento do Housatonic, a noite corria clara. Nuvens escuras ocultavam as estrelas e o céu. Eram 21h05, a tripulação do Housatonic cantava em conjunto o Hino americano, quando ouviu-se o apito do vigia, todos pararam de cantar e encaminharam-se para bombordo.
Segundo um relatório dos arquivos navais americanos, aqui fica a descrição dada pelo referido tripulante:
Cantávamos o Hino americano, quando de súbito, sem que nada o previsse, ouviu-se o apito do vigia, paramos de cantar e fomos para o lado bombordo do convés. O que eu e os meus amigos marinheiros vimos, deixou-nos sem pinga de sangue. Acabara de aparecer à superfície um objecto cilíndrico, e que se encaminhava na nossa direcção, não dava para perceber o que era, a luz fraca dos holofotes não permitia que se visse bem, mas então, 2 tubos ergueram-se desse objecto, e percebemos que o que quer que fosse, fora construído pelo homem, e que as intenções com que se encaminhavam para nós, não eram as melhores.
O capitão Pickering de imediato ordenou que se abrisse fogo sobre esse objecto, que, a cerca de 30 metros de nós, se começava a notar fracos clarões de luz vindos do seu interior. Dada a proximidade a que se encontrava aquele objecto, não nos foi possível abrir fogo com as peças principais, sendo nós obrigados a abrir fogo com os mosquetes e revólveres. Do meio da confusão, dos disparos, o capitão Pickering ordenou que os motores fossem de imediato postos em marcha à ré. Eu estava na amurada, a disparar o meu mosquete naquele objecto, ele encontrava-se a 2 metros do nosso casco quando de súbito parou. Ouviram-se gritos no interior da máquina atacante, e vi que tinha por cima pequenas vigias, e foi para lá que tentei apontar, na esperança de atingir algum dos homens no seu interior.
Então 2 tripulantes, cujo nome eu desconhecia, gritaram, apontando para baixo, e vimos uma barra de ferro, que ia da máquina atacante até ao nosso casco. Enquanto continuávamos a abrir fogo, a máquina atacante começou a recuar lentamente. Não me parecia que as balas de mosquete estivessem a ter qualquer efeito naquela máquina, mas não havia mais nada que pudéssemos fazer. Então, quando a máquina atacante recuou a cerca de 40 metros de nós, ouviu-se uma explosão debaixo de água, todo o Housatonic tremeu debaixo dos nossos pés, água lançada ao ar caiu sobre o convés, e nem 1 minuto após a explosão sentimos o convés a inclinar-se sob os nossos pés, percebemos de imediato que nos estávamos a afundar.
O capitão Pickering deu ordem de abandonar navio, e de imediato os botes foram lançados para dentro de água, e muitos lançaram-se ao mar. Eu fui um dos muitos que se lançou à água, na tentativa de escapar. A água estava gelada, e fui resgatado para dentro de um bote. Nunca mais vi essa máquina que nos atacou. O Housatonic inclinou-se para trás, a proa surgiu nas águas, e nem 4 minutos após a explosão, todo o magnifico navio desapareceu nas águas

## Especulações sobre o afundamento e resgate
Pouco se sabe em relação ao que aconteceu a bordo do Hunley após a explosão. Sabe-se que o submarino fez o sinal combinado, com uma lanterna de magnésio, confirmando o afundamento do Housatonic, e que os navios de abastecimento podiam encaminhar-se depressa para o porto de Charleston. Em terra, esperou-se pacientemente o regresso do triunfante submarino, coisa que nunca aconteceu.
O Hunley desapareceu para só ser encontrado 136 anos depois, no dia 8 de Agosto de 2000, enterrado sob 2 metros e meio de areia e lodo, que o conservou para a posteridade, mais as ossadas do tenente Dixon e os seus 7 tripulantes. Em 1999, a estadunidense TNT produziu o telefilme The Hunley (pt: Guerra Submarina), que conta a história do CSS Hunley e sua tripulação.   
Muita especulação há em torno do que sucedeu para o submarino não ter regressado da sua missão. Em geral, as teorias aceitas são:
- A força da explosão da bomba, cravada no casco do Housatonic, pode ter danificado os componentes do submarino, a ponto de ficar parcialmente inoperacional;

- Com o esforço, realizado pela tripulação do Hunley, a concentração de dióxido de carbono pode ter aumentado a níveis que fizeram os tripulantes desmaiarem, fato muito provável de ter acontecido, pois, quando da escavação no Hunley, as ossadas dos tripulantes encontravam-se tombados sobre a manivela, o que é consistente com a teoria de terem desmaiado, e ao ponto de terem tombado sobre a manivela, o submarino não se conseguiria mover pelos seus meios, mesmo que 2 ou mesmo 3 tripulantes conseguissem resistir ao desmaio, não teriam força para tirar os seus companheiros de cima da manivela, quanto mais para girá-la;

- Outra hipótese é a de que, na explosão, o casco tenha ficado danificado, a ponto de permitir a entrada de água no casco, mas que deu tempo para a tripulação fazer o sinal de confirmação com a lâmpada de magnésio, e;

- Uma inundação repentina, pela falha dos tanques de lastro por exemplo, que fizesse com que o Hunley mergulhasse a pique, e que afogasse os seus tripulantes.

|  |  |